# Lepadella chengalathi
Lepadella chengalathi är en hjuldjursart som beskrevs av Koste och Russell J.Shiel 1980. Lepadella chengalathi ingår i släktet Lepadella och familjen Lepadellidae. Inga underarter finns listade i Catalogue of Life.